# Santibáñez de Valcorba
Santibáñez de Valcorba és un municipi de la província de Valladolid a la comunitat autònoma espanyola de Castella i Lleó.
El seu patró és Sant Joan Evangelista.